# 5 декабря
5 декабря — 339-й день года (340-й в високосные годы) по григорианскому календарю.
До конца года остаётся 26 дней.
До 15 октября 1582 года — 5 декабря по юлианскому календарю, с 15 октября 1582 года — 5 декабря по григорианскому календарю.
В XX и XXI веках соответствует 22 ноября по юлианскому календарю.

## Праздники и памятные дни

### Международные
- ООН:
  - Международный день добровольцев во имя экономического и социального развития.
  - Всемирный день почв[2].
- ЮНЕСКО — Всемирный день турецкого кофе[3].

### Национальные
- Россия:
  - День воинской славы России — день начала контрнаступления советских войск против немецко-фашистских войск в битве за Москву;
  - День добровольца (волонтёра)[4].
- Таиланд — День отца.
- Украина — День работников статистики.

### Религиозные
Православие

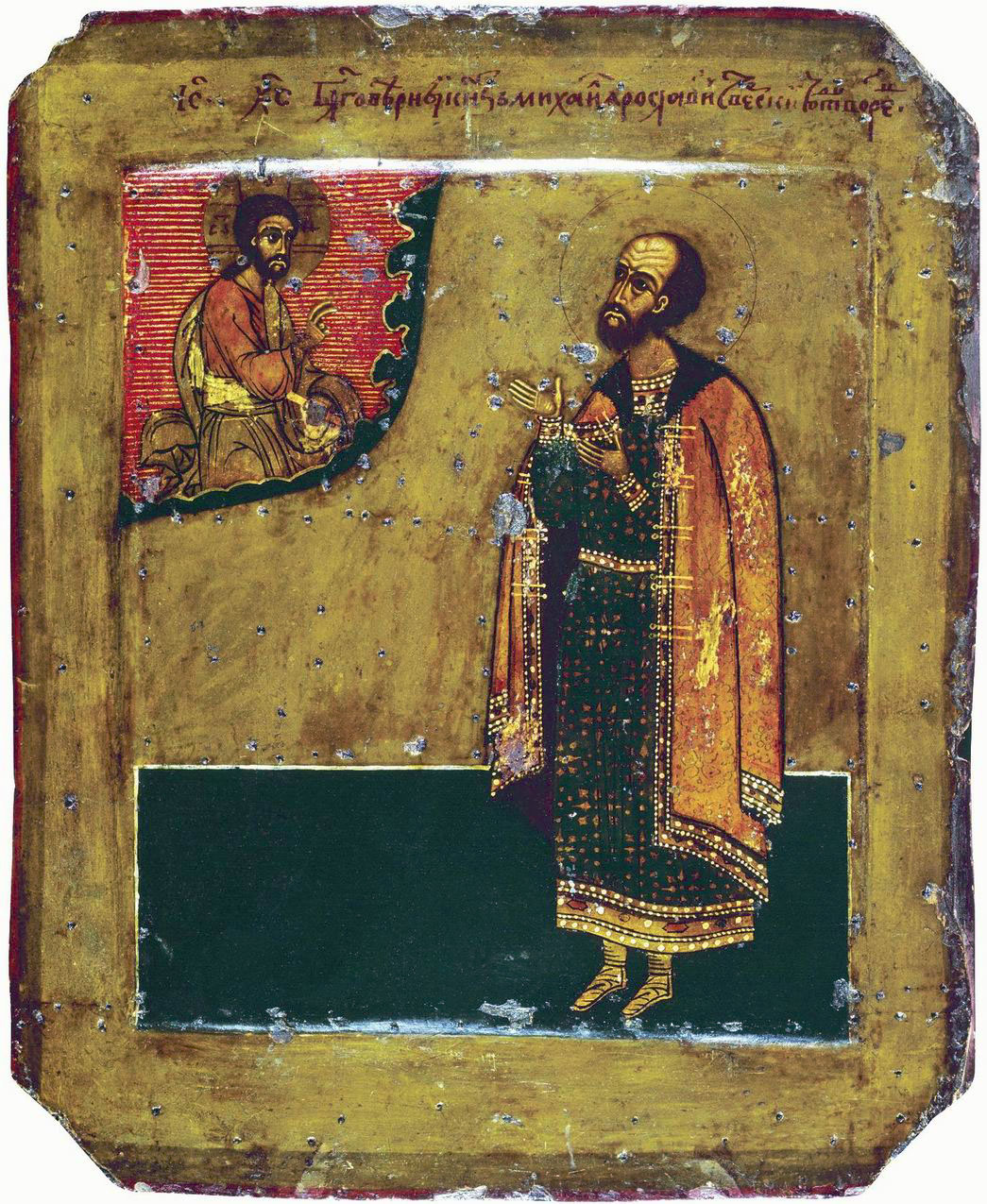
Благоверный князь Михаил Тверской

- Память апостолов от 70 Филимона и Архиппа и мученицы равноапостольной Апфии (I век);
- память мученицы Кикилии (Цецилии) и мучеников Валериана, Тивуртия и Максима (около 230 года);
- память мученика Менигна (250 год)[7];
- память мученика Прокопия чтеца (303 год);
- память преподобного Агаввы исмаильтянина (V век)[8];
- память праведного Михаила воина, болгарина (866 год)[9];
- память благоверного Ярополка, во святом крещении Петра, князя Владимиро-Волынского (1086 год);
- память благоверного князя Михаила Тверского (1318 год);
- память священномученика Владимира Рясенского, пресвитера (1932 год);
- память священномучеников Иоасафа (Жевахова), епископа Могилёвского, Иоанна Баранова, Василия Бовы, Павла Евдокимова, Иакова Соколова, Феодора Гусева, Иоанна Смирнова, Илии Громогласова, Алексия Бенеманского, Афанасия Милова, пресвитеров, преподобномучеников Герасима (Мочалова), Евтихия (Диденко), Авенира (Синицына), Саввы (Суслова), Марка (Махрова) и мученика Бориса Козлова (1937 год);
- память преподобной Параскевы (Матиешиной), исповедницы (1952 год).

### Именины
- Максим, Пётр, Михаил, Альберт, Архип, Валерьян, Прокофий, Филимон, Ярополк, Цецилия (Кикилия), Александр.

## События

### До XIX века
- 63 до н. э. — казнь в Туллианской тюрьме на Капитолии. Днём ранее Сенат разрешил старшему консулу Цицерону казнить без суда пятерых участников заговора Катилины.
- 1349 — в Нюрнберге устраиваются массовые еврейские погромы в связи с тем, что евреев обвинили в распространении чумы.
- 1456 — в результате землетрясения разрушен Неаполь. Погибли 35 тыс. человек.
- 1484 — папа римский Иннокентий VIII издал буллу, положившую начало охоте на ведьм, захлестнувшей Европу в XVI—XVII веках.
- 1492 — Христофор Колумб достиг острова Гаити.
- 1578 — корабль Френсиса Дрейка «Золотая лань» проник в испанскую гавань. При его приближении на галеоне забил барабан. Корабль был захвачен.
- 1590 — элекция папы римского Григория XIV.
- 1728 — открыта библиотека Академии наук (БАН)[10].
- 1766 — в Лондоне (Англия) основан аукционный дом «Кристис».
- 1783 — в Санкт-Петербурге состоялся первый в России публичный пуск небольшого (диаметр 40 см) теплового аэростата.

### XIX век
- 1812 — Наполеон I оставляет своё войско в России и направляется в Париж.
- 1848 — президент США Джеймс Полк подтверждает факт открытия золота в Калифорнии, спровоцировав тем золотую лихорадку 1849 года.
- 1854 — американец Аарон Аллен запатентовал кресла с откидными сиденьями.
- 1859 — первый концерт Русского музыкального общества, организатором которого был А. Г. Рубинштейн (в зале Благотворительного собрания).

### XX век
- 1905 — создан профессиональный союз текстильщиков.
- 1909 — у Чёрной речки состоялась дуэль М. А. Волошина с Н. С. Гумилёвым
- 1914 — на Восточном фронте австрийские войска наносят поражение русской армии в Битве у Лимановы[англ.], но прорвать оборону у Кракова им не удаётся.
- 1919
  - награждение Петрограда орденом Красного Знамени и Почётным революционным Красным Знаменем.
  - Королевство сербов, хорватов и словенцев (будущая Югославия) соглашается заключить мирные договоры с Австрией и Болгарией.
- 1920 — на октябрьском плебисците в Греции, проводившемся после смерти короля Александра, большинство жителей высказывается за возвращение прежнего короля Константина.
- 1929 — образована Таджикская ССР.
- 1931 — в Москве советской властью взорван Храм Христа Спасителя.
- 1933 — Конгресс США принял Двадцать первую поправку к Конституции США — поправку об отмене сухого закона.
- 1934 — город Вятка переименован в Киров в честь уроженца области Сергея Мироновича Кирова.
- 1935 — Мэри МакЛауд основала Национальный совет чернокожих женщин[англ.][11].
- 1936 — принята сталинская Конституция СССР.
- 1937 — японские войска захватили город Нанкин в Китае.
- 1938 — в Москве основан Государственный дом радиовещания и звукозаписи (ГДРЗ).
- 1941
  - Великобритания объявляет войну Финляндии, Венгрии и Румынии после их отказа прекратить военные действия против СССР.
  - Начало контрнаступления советских войск под Москвой.
- 1943 — началась битва за Сио.
- 1946 — в Ленинграде на Литейном пр., 36 открыта музей-квартира Н. А. Некрасова.
- 1952 — в Лондоне начался великий смог 1952 года, унёсший жизни тысяч англичан.
- 1954 — катастрофа Ил-12 в Алма-Ате.
- 1957 — в СССР спущен на воду первый в мире атомный ледокол «Ленин».
- 1965 — на Пушкинской площади в Москве прошёл Митинг гласности — первая публичная акция советских диссидентов.
- 1967 — массовое убийство в Дакшон: в ходе Вьетнамской войны партизаны Национального фронта освобождения Южного Вьетнама убили более 250 мирных жителей.
- 1978 — Всесоюзный комитет космонавтики ДОСААФ СССР преобразован в Федерацию космонавтики СССР (ныне Федерация космонавтики России).
- 1987 — образована группа «Сектор Газа».
- 1991 — первый президент независимой Украины Леонид Кравчук официально вступил в должность.
- 1994 — лидерами России, Украины, США и Великобритании подписан Будапештский меморандум, по условиям которого Россия обязалась уважать территориальную целостность Украины в обмен на отказ последней от ядерного оружия..
- 1995 — катастрофа Ту-134 в Нахичевани, погибли 52 человека.

### XXI век
- 2003 — открыт Северомуйский тоннель в Бурятии.
- 2007 — стрельба в торговом центре Омахи.
- 2009 — пожар в клубе «Хромая лошадь» в Перми, 156 погибших.
- 2014 — Exploration Flight Test 1 — первый тестовый непилотируемый запуск многоразового космического корабля «Орион».
- 2017 — Международный олимпийский комитет дисквалифицировал Олимпийский комитет России за применение допинга российскими спортсменами на зимних Олимпийских играх 2014 года.
- 2020 — японский зонд «Хаябуса-2» доставил на Землю пробы грунта с астероида Рюгу.

## Родились

### До XIX века
- 1443 — Юлий II (в миру Джулиано делла Ровере; ум. 1513), 216-й папа римский (1503—1513).
- 1620 — Аввакум Петров (заживо сожжён в 1682), русский церковный и общественный деятель.
- 1782 — Мартин Ван Бюрен (ум. 1862), 8-й президент США (1837—1841).

### XIX век
- 1803 — Фёдор Тютчев (ум. 1873), русский поэт, дипломат, публицист.
- 1812 — Амвросий Оптинский (в миру Александр Гренков; ум. 1891), иеромонах, старец Козельской Оптиной пустыни.
- 1813 — Геннадий Невельской (ум. 1876), российский адмирал, исследователь Дальнего Востока.
- 1820 — Афанасий Фет (ум. 1892), русский поэт, переводчик, мемуарист.
- 1828 — Валентин Корш (ум. 1883), русский журналист, публицист, историк литературы.
- 1830 — Кристина Россетти (ум. 1894), английская поэтесса.
- 1861 — Константин Коровин (ум. 1939), русский живописец, театральный художник, педагог.
- 1867
  - Антти Аматус Аарне (ум. 1925), финский филолог, исследователь фольклора.
  - Юзеф Пилсудский (ум. 1935), польский государственный деятель, первый глава возрождённой Польши.
- 1869 — Екатерина Кускова (ум. 1958), русская революционерка, издательница, публицист, общественный деятель.
- 1872 — Гарри Пильсбери (ум. 1906), американский шахматист, теоретик шахмат.
- 1879 — Клайд Вернон Сессна (ум. 1954), американский авиаконструктор и предприниматель.
- 1890
  - Фриц Ланг (ум. 1976), немецкий и американский кинорежиссёр и сценарист.
  - Александр Шорин (ум. 1941), советский изобретатель в области техники связи, звукового кино и телемеханики.
- 1891 — Александр Родченко (ум. 1956), российский и советский дизайнер, график, фотограф, художник театра и кино.
- 1899 — Сонни Бой Уильямсон II (наст. имя Алек Миллер; ум. 1965), американский блюзовый музыкант, прославившийся игрой на губной гармонике.

### XX век
- 1901
  - Вернер Гейзенберг (ум. 1976), немецкий физик, один из создателей квантовой механики, нобелевский лауреат (1932).
  - Уолт Дисней (ум. 1966), американский кинорежиссёр-мультипликатор, продюсер, художник.
- 1903 — Йоханнес Хестерс (ум. 2011), голландский актёр, певец и артист эстрады, признанный старейшим актёром в истории.
- 1905 — Отто Премингер (ум. 1986), австрийско-американский кинорежиссёр, актёр и продюсер.
- 1909 — Николай Задорнов (ум. 1992), русский советский писатель и сценарист, отец сатирика Михаила Задорнова.
- 1911
  - Карлус Маригелла (ум. 1969), бразильский революционер, «отец городской герильи».
  - Владислав Шпильман (ум. 2000), польский пианист и композитор.
- 1913 — Аарне Сааринен (ум. 2004), финский политик и государственный деятель.
- 1914 — Тамара Чебан (ум. 1990), молдавская певица (сопрано), народная артистка СССР.
- 1916 — Вероника Дударова (ум. 2009), дирижёр, педагог, народная артистка СССР.
- 1923 — Владимир Тендряков (ум. 1984), русский советский писатель, сценарист.
- 1925
  - Анри Орейе (погиб в 1962), французский горнолыжник и автогонщик, двукратный олимпийский чемпион, участник движения Сопротивления.
  - Анастасио Сомоса Дебайле (ум. 1980), никарагуанский политический деятель, 44-й и 45-й президент Никарагуа (1967—1972 и 1974—1979; фактически являлся главой страны в 1967—1979 гг).
- 1927 — Пхумипон Адульядет (Рама IX Великий; ум. 2016), король Таиланда (1946—2016).
- 1930 — Абрам (Муся) Пинкензон (расстрелян в ноябре 1942), советский пионер-герой.
- 1931 — Григор Тютюнник (покончил с собой в 1980), украинский советский писатель.
- 1932 — Литл Ричард (наст. имя Ричард Уэйн Пенниман; ум. 2020), американский певец, пианист и композитор.
- 1934 — Николай Дураков (ум. 2024), советский хоккеист с мячом, нападающий и полузащитник. Семикратный чемпион мира по хоккею с мячом. По опросу журналистов газеты «Советский спорт» был признан лучшим хоккеистом страны XX века (2000). Заслуженный мастер спорта СССР (1963).
- 1935 — Юрий Власов (ум. 2021), советский тяжелоатлет, олимпийский чемпион (1960), 4-кратный чемпион мира, писатель и политик.
- 1938 — Джей Джей Кейл (наст. имя Джон Уэлдон Кейл; ум. 2013), американский певец, гитарист, автор песен.
- 1940 — Борис Игнатьев, советский и российский футбольный тренер, главный тренер сборной России (1996—1998).
- 1942
  - Брайан Мюррей (ум. 2017), канадский хоккейный тренер.
  - Даниэль Ревеню, (ум. 2024), французский фехтовальщик-рапирист, олимпийский чемпион (1968).
- 1945
  - Моше Кацав, 8-й президент Израиля (2000—2007).
  - Нина Русланова (ум. 2021), советская и российская актриса театра и кино, народная артистка РФ.
- 1946 — Хосе Каррерас, испанский оперный певец (тенор).
- 1947 — Жугдэрдэмидийн Гуррагча, монгольский космонавт, министр обороны Монголии (2000—2004), Герой Монгольской Народной Республики, Герой Советского Союза.
- 1955 — Юха Тиайнен (ум. 2003), финский метатель молота, олимпийский чемпион (1984).
- 1956 — Клаус Аллофс, немецкий футболист, победитель и лучший бомбардир чемпионата Европы (1980).
- 1958 — Томас Биллингтон (ум. 2018), британский рестлер.
- 1959 — Александр Ярославский, украинский бизнесмен, бывший президент футбольного клуба «Металлист» (Харьков).
- 1963
  - Doctor Dré (наст. имя Андре Браун), американский рэпер, телеведущий.
  - Эдди (Орёл) Эдвардс, британский прыгун на лыжах с трамплина.
- 1966 — Патрисия Каас, французская эстрадная певица и актриса.
- 1967 — Франк Лук, немецкий биатлонист, двукратный олимпийский чемпион, 11-кратный чемпион мира
- 1968
  - Лиза Мэри, американская модель и актриса.
  - Фалилат Огункойя, нигерйскаяя легкоатлетка, призёр Олимпийских игр.
- 1971 — Карл-Теодор цу Гуттенберг, немецкий политик, министр обороны Германии (2009—2011).
- 1973 — Микеланджело Локонте, итальянский певец, музыкант, композитор и актёр.
- 1975
  - Ронни О’Салливан, английский снукерист, семикратный чемпион мира.
  - Пола Паттон, американская актриса кино и телевидения.
- 1976 — Эми Экер, американская актриса.
- 1978
  - Елена Летучая, российская телеведущая, тележурналист.
  - Олли Йокинен, финский хоккеист, трёхкратный призёр Олимпийских игр.
  - Марсело Салайета, ургувайский футболист.
- 1979
  - Гарет Маколи, североирландский футболист.
  - Никлас Хагман, финский хоккеист, двукратный призёр Олимпийских игр.
- 1982 — Кери Хилсон, американская певица и автор песен.
- 1989 — Юлия Лежнева, российская оперная певица (сопрано).
- 1992 — Илья Антонов, эстонский футболист.
- 1993 — Мишель Гизин, швейцарская горнолыжница, двукратная олимпийская чемпионка в комбинации (2018, 2022).
- 1995
  - Антони Марсьяль, французский футболист.
  - Кэйтлин Осмонд, канадская фигуристка, чемпионка мира (2018), олимпийская чемпионка в команде (2018).
  - Леви Розман, американский шахматист, стример и блогер.
- 1998 — Рандаль Коло Муани, французский футболист.

## Скончались

### До XIX века
- 63 до н. э. — казнены: Гай Цетег, Статилий, Габиний Капитон, Цепарий, Публий Корнелий Лентул Сура — участники заговора Катилины.
- 532 — Савва Освященный (р. 439), христианский святой, автор Иерусалимского устава.
- 1560 — Франциск II (р. 1544), король Франции (1559—1560).
- 1563 — Гурий (р. ок. 1500), первый архиепископ Казанский и Свияжский, святой Русской церкви.
- 1686 — Нильс Стенсен (р. 1638), датский анатом и геолог, католический епископ.
- 1755 — Уильям Кавендиш, 3-й герцог Девонширский (р. 1698), английский аристократ и политик.
- 1757 — Иоганн Эрнст Гебенштрейт (род. 1703), немецкий врач и анатом, профессор Лейпцигского университета, член Леопольдины.
- 1787 — Свен Лагербринг (р. 1700), шведский историк.
- 1791 — Вольфганг Амадей Моцарт (р. 1756), австрийский композитор и музыкант-виртуоз.

### XIX век
- 1814 — Эварист Парни (р. 1753), французский поэт, член Французской академии.
- 1835 — Август фон Платен (р. 1796), немецкий поэт и драматург.
- 1845 — Дмитрий Валуев (р. 1820), русский историк и общественный деятель, идеолог славянофильства.
- 1859 — Луи Пуансо (р. 1777), французский математик и механик.
- 1870 — Александр Дюма-отец (р. 1802), французский писатель, драматург, журналист.
- 1881 — Николай Пирогов (р. 1810), русский хирург и анатом, естествоиспытатель и педагог.
- 1891 — Педру II (р. 1825), второй и последний император Бразилии (1831—1889).

### XX век
- 1911 — Валентин Серов (р. 1865), русский живописец и график, академик.
- 1922 — Сергей Найдёнов (наст. фамилия Алексеев; р. 1868), русский писатель и драматург.
- 1925 — Владислав Реймонт (р. 1868), польский писатель («Мужики», «1794 год», «Обетованная земля» и др.), лауреат Нобелевской премии (1924).
- 1926 — Клод Моне (р. 1840), французский живописец, один из основоположников импрессионизма.
- 1927 — Фёдор Сологуб (р. 1863), русский поэт, писатель, драматург, публицист.
- 1928 — Елизавета Дмитриева (р. 1887), русская поэтесса и драматург, более известная под псевдонимом Черубина де Габриак.
- 1936
  - Оскар Вистинг (р. 1871), норвежский полярный исследователь, спутник Р. Амундсена в его экспедициях.
  - Гюстав Кан (р. 1859), французский поэт и прозаик-символист.
  - Виктор Таланов (р. 1871), русский советский учёный-растениевод, селекционер.
- 1940
  - Ян Кубелик (р. 1880), чешский композитор и скрипач.
  - расстрелян Георгий Надсон (р. 1867), российский и советский ботаник, микробиолог, генетик, академик АН СССР.
- 1941 — Гусейн Джавид (фамилия при рожд. Расизаде; р. 1882), азербайджанский поэт и драматург.
- 1950
  - Шри Ауробиндо (урожд. Ауробиндо Гхош; р. 1872), индийский философ, поэт и революционер, организатор национально-освободительного движения.
  - Андрей Костиков (р. 1899), советский учёный-механик, конструктор ракетной техники.
- 1954 — Соломон Юдовин (р. 1892), российский и советский график, художник, этнограф.
- 1961 — Григорий Гинзбург (р. 1904), пианист-виртуоз, заслуженный деятель искусств РСФСР.
- 1965 — Джозеф Эрлангер (р. 1874), американский физиолог, лауреат Нобелевской премии (1944).
- 1968 — Рубен Симонов (наст. фамилия Симонянц; р. 1899), актёр, главный режиссёр Театра им. Вахтангова (с 1939), народный артист СССР.
- 1969 — Клаудиус Дорнье (р. 1884), немецкий авиаконструктор и промышленник.
- 1971
  - Андрей Андреев (р. 1895), российский революционер, советский партийный и государственный деятель.
  - Гайто Газданов (р. 1903), российский писатель и литературный критик, эмигрант.
- 1973 — сэр Роберт Уотсон-Уотт (р. 1892), шотландский физик, изобретатель радара (1935).
- 1974 — Пьетро Джерми (р. 1914), итальянский актёр, кинорежиссёр, сценарист и продюсер.
- 1977 — Александр Василевский (р. 1895), советский военачальник, Маршал Советского Союза, дважды Герой Советского Союза.
- 1983 — Роберт Олдрич (р. 1918), американский кинорежиссёр, сценарист и продюсер.
- 1984 — Виктор Шкловский (р. 1893), русский советский писатель, литературовед, критик, киновед, сценарист.
- 1987 — Мирослав Рафай (р. 1934), чешский писатель.
- 1993 — Евгений Габрилович (р. 1899), советский писатель, драматург и сценарист.
- 1994 — Гарри Хорнер (р. 1910), американский художник.

### XXI век
- 2002 — У Не Вин (р. 1911), генерал, правитель Бирмы с 1962 по 1988 г.
- 2005 — Владимир Топоров (р. 1928), советский и российский лингвист и филолог, академик.
- 2006 — Давид Бронштейн (р. 1924), советский и российский шахматист, гроссмейстер.
- 2007 — Карлхайнц Штокхаузен (р. 1928), немецкий композитор-авангардист.
- 2008 — Алексий II (в миру Алексей Михайлович Ридигер; р. 1929), патриарх Московский и всея Руси (1990—2008).
- 2009 — Отто Ламбсдорф (р. 1926), председатель СДПГ (1988—1993), министр экономики Германии (1977—1982 и 1982—1984).
- 2012
  - Дейв Брубек (р. 1920), американский джазовый композитор, аранжировщик, пианист.
  - Игнатий IV (р. 1921), патриарх Антиохийский и всего Востока.
  - Оскар Нимейер (р. 1907), бразильский архитектор.
- 2013 — Нельсон Мандела (р. 1918), южноафриканский политический и государственный деятель, первый темнокожий президент ЮАР (1994—1999).
- 2014 — Геннадий Полока (р. 1930), советский и российский кинорежиссёр, сценарист, актёр, продюсер, народный артист РФ.
- 2017 — Михай I (р. 1921), король Румынии (1927—1930, 1940—1947).
- 2020 — Виктор Понедельник (р. 1937), советский футболист, чемпион Европы (1960), спортивный журналист.
- 2021 — Марк Рудинштейн (р. 1946), советский и российский продюсер, актёр и кинокритик.
- 2023 — Денни Лэйн (настоящее имя Брайан Фредерик Артур Хайнс; р. 1944), британский автор песен и мультиинструменталист, гитарист. Один из основателей группы The Moody Blues.
- 2024
  - Евгений Велихов (р. 1935), советский и российский учёный в области физики, общественный деятель, доктор физико-математических наук (1964); вице-президент АН СССР (1978—1991) и РАН (1991—1996).
  - Павел Гойхман (р. 1929), советский легкоатлет, тренер; заслуженный тренер СССР (1957).

## Приметы
Прокоп (Прокопий. Прокопьев день. Вехостав. Прокоп зимний).
- «Прокоп зимний дорогу прокопает, Прокоп перезимый (12 марта) дорогу рушит».
- «Пришёл Прокоп — разрыл сугроб, по снегу ступает — дорогу копает».
- Вехостав — установление вешек вдоль дорог, указывающих путь, — в старину считалось, что с Прокопа устанавливается санный путь.
- Перед снегом ночь бывает особенно тёмной[12].